# Prêmio José Donoso
O Premio Iberoamericano de Letras José Donoso, organizado pela universidade de Talca e auspiciado por Santander Santiago, é outorgado, por um juri internacional, à obra de um destacado escritor de letras ibero-americanas, no marco de Feira do Livro de Talca, Região de Maule, Chile.
é um prêmio de literatura chileno concedido pela Universidad de Talca desde 2001. O prêmio é dado anualmente ao trabalho de um proeminente escritor nos gêneros de poesia, ficção, teatro ou ensaio latino-americano, em idioma espanhol ou Língua portuguesa.
A cerimônia de premiação ocorre durante a realização da Feira Internacional do Livro de Santiago. O prêmio é dado em memória do romancista José Donoso. O júri é composto por 5 personalidades destacadas do mundo literário e acadêmico ibero-americano. O Prêmio não pode ser declarado nulo. Seu coordenador é o médico em Literatura e professor da Universidade de Talca, Javier Pinedo.
A Feira do Livro de Talca, transformou-se num dos acontecimentos culturais mais relevantes realizados na região de Maule.

## Laureados
- 2001 - José Emilio Pacheco
- 2002 - Beatriz Sarlo
- 2003 - Isabel Allende
- 2004 - Antonio Cisneros
- 2005 - Ricardo Piglia
- 2006 - António Lobo Antunes
- 2007 - Miguel Barnet
- 2008 - Javier Marías
- 2009 - Jorge Volpi [2]
- 2010 - Diamela Eltit
- 2011 - Sergio Ramírez
- 2012 - Juan Villoro
- 2013 - Pedro Lemebel
- 2014 - Silviano Santiago
- 2015 - Rodrigo Rey Rosa
- 2016 - Pablo Montoya
- 2017 - Raúl Zurita
- 2018 - Mario Bellatin